# Cordia dodecandra

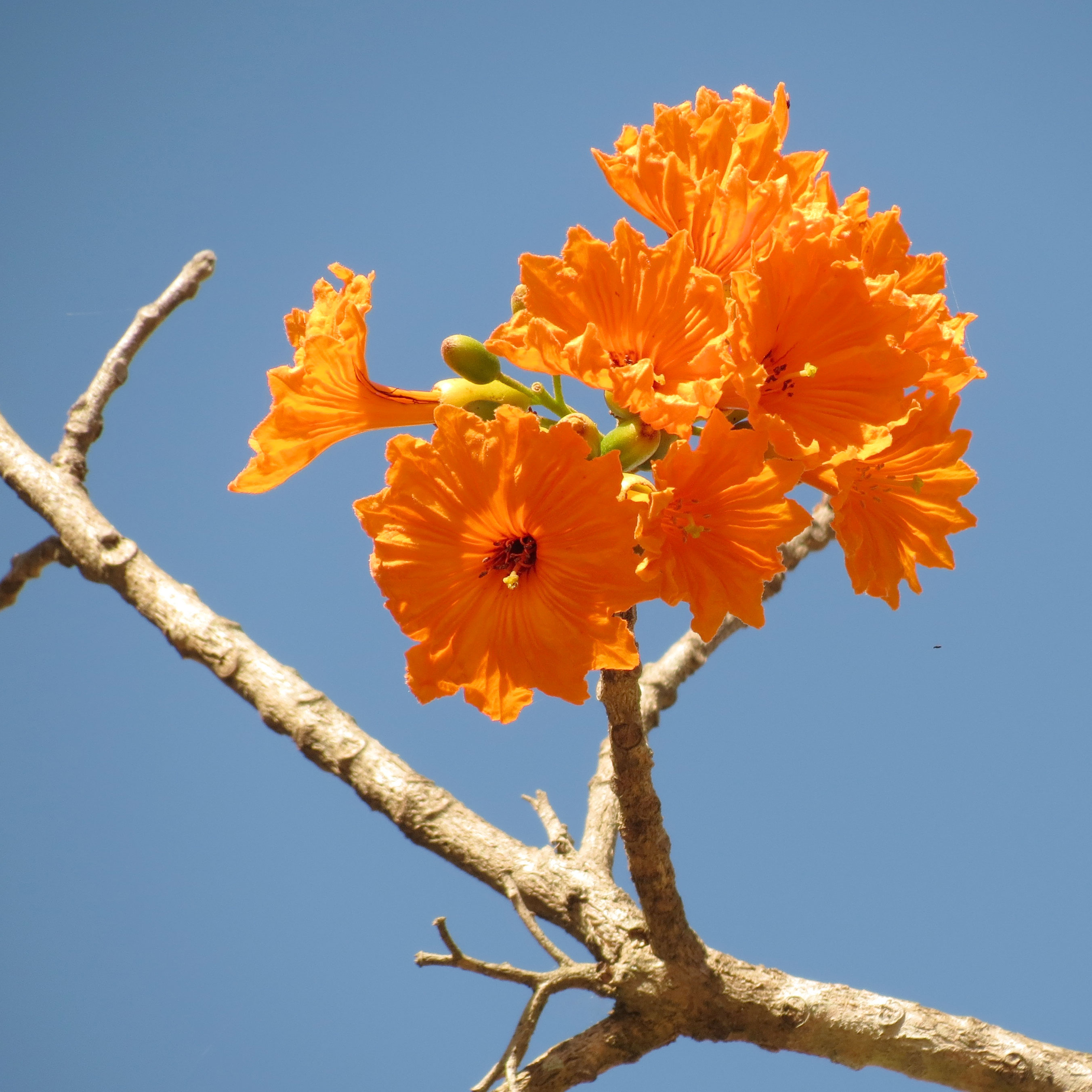
Ziricote Blüten

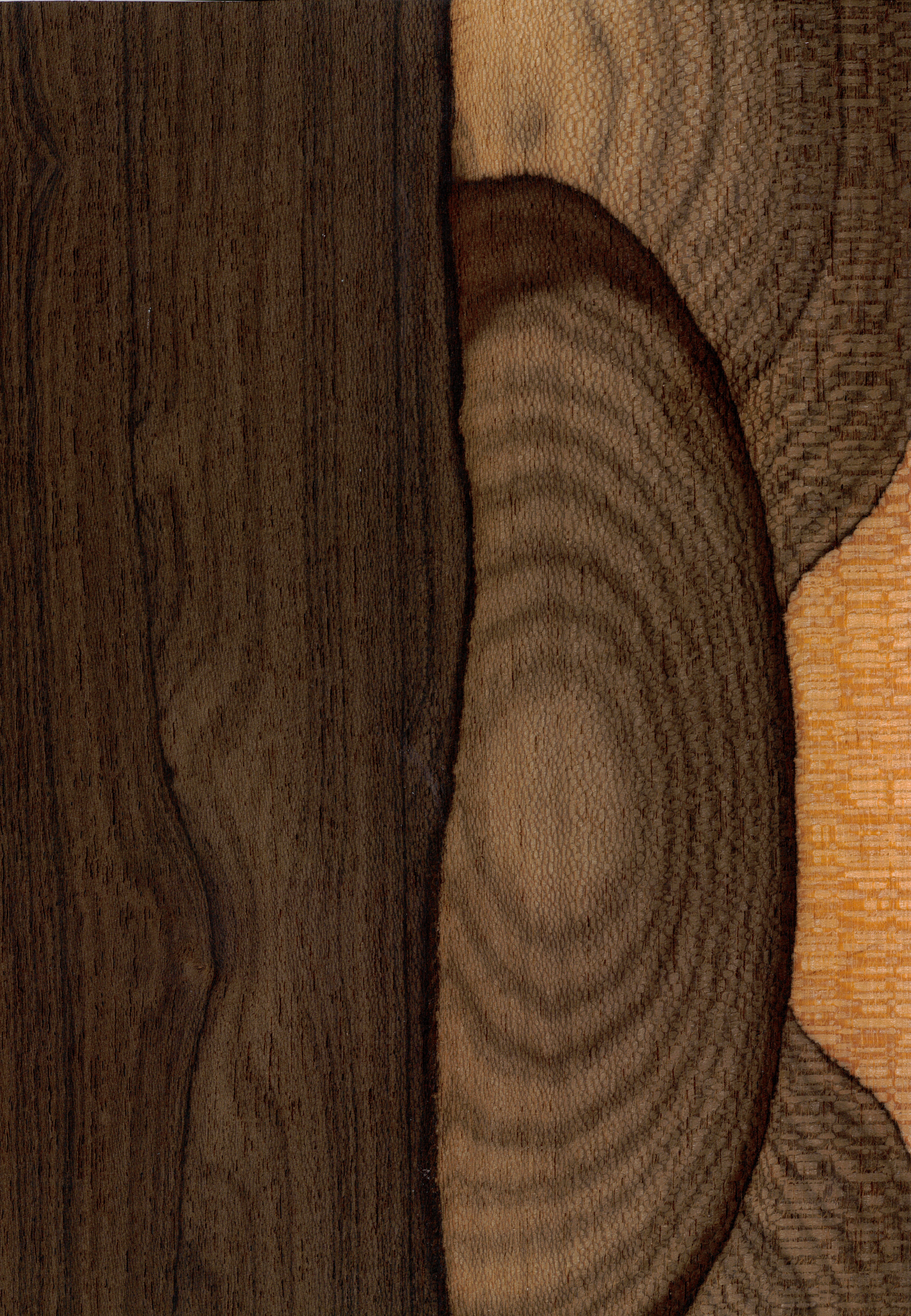
Furnierblatt

Cordia dodecandra ist eine Pflanzenart aus der Gattung der Kordien (Cordia) in der Familie der Raublattgewächse (Boraginaceae). Sie ist in Mittelamerika beheimatet und wird dort Ziricote und Siricote genannt.

## Beschreibung
Cordia dodecandra wächst als laubabwerfender Baum mit ausladender Krone und relativ kurzem Stamm bis etwa 8–16 Meter hoch. Die dicke Borke ist längsrissig.
Die einfachen Laubblätter sind kurz gestielt. Sie sind eiförmig bis elliptisch oder verkehrt-eiförmig und am Rand ganz bis gebuchtet. An der Spitze sind sie abgerundet bis bespitzt.
Sie sind 6–15 Zentimeter lang und 4–8 Zentimeter breit. Die Blätter sind oberseits rauhaarig und unterseits kurzborstig und der Blattstiel ist kurzhaarig. Die Nervatur ist, oft wechselnd, gefiedert und heller.
Es werden endständige, vielblütige und rispige, kurzhaarige Blütenstände gebildet. Cordia dodecandra ist heterostyl und distyl. Die gestielten zwittrigen Blüten sind mit doppelter Blütenhülle. Die grün-gelblichen, kurzen und fast kahlen Kelchblätter sind zu einem stumpfen Becher verwachsen mit minimalen Lappen. Die 3–5 Zentimeter lange und orange Krone ist stieltellerförmig verwachsen, mit langer schmaler Kronröhre, mit 12–16 dreieckförmigen, gefalteten und 2,5–3,2 Zentimeter langen und ausladenden Kronlappen. Die 12–16 eingeschlossenen oder leicht vorstehenden Staubblätter mit kurzen Staubfäden sitzen in der Kronröhre. Der Fruchtknoten ist oberständig mit einem langen, kurz vorstehenden oder eingeschlossenen Griffel mit vier kurzen Narbenästen. Er ist von einem Diskus unterlegt.
Die rundlichen, etwa 5 Zentimeter großen Steinfrüchte sind gelb und mit einem beständigen Kelch.

## Verbreitung
Die Heimat des Ziricote liegt in Mittelamerika und der Karibik; die Vorkommen erstrecken sich über Mexiko (Bundesstaaten Veracruz, Chiapas, Yucatan und Campeche), Belize, Guatemala, Honduras und Kuba.

## Nutzung
Der Ziricote liefert ein hartes, schweres und schönes Tropenholz, welches als Bocote bekannt ist. Es wird vor allem als Klangholz im Musikinstrumentenbau eingesetzt oder für Möbel.
Die süßen, leicht sauren Früchte sind essbar und werden roh oder gekocht verwendet. Die rauen Blätter können zum Abwaschen oder zum Schleifen benutzt werden.

## Systematik
Die Erstbeschreibung von Cordia dodecandra durch den Schweizer Botaniker Augustin-Pyrame de Candolle wurde posthum 1845 in Prodromus systematis naturalis regni vegetabilis 9, S. 478 veröffentlicht (die ersten 7 Bände wurden von de Candolle selbst herausgegebenen; die weiteren 10 Bände wurden von seinem Sohn Alphonse Louis Pierre Pyrame de Candolle und weiteren Botanikern fortgesetzt). Synonyme von Cordia dodecandra DC. sind Cordia angiocarpa A.Rich. (veröffentlicht in R. de la Sagra, Hist. fis. Cuba, Bot., 11, 1850, S. 110), Cordia dodecandria Sessé & Moc., Cordia heccaidecandra Loes. und Plethostephia angiocarpa (A.Rich.) Miers.